# Piper parvantherum
Piper parvantherum är en pepparväxtart som beskrevs av C. Dc.. Piper parvantherum ingår i släktet Piper och familjen pepparväxter. Inga underarter finns listade i Catalogue of Life.